# May Isang Pangarap
May Isang Pangarap é uma telenovela filipina exibida em 2013 pela ABS-CBN. Foi protagonizada por Carmina Villaroel, Vina Morales, Larah Claire Sabroso e Julia Klarisse Base.

## Elenco
- Vina Morales - Karina "Kare" Rodriguez
- Carmina Villaroel - Vanessa "Nessa" Francisco
- Larah Claire Sabroso - Lara Mariella Santos
- Julia Klarisse Base - Julia Rodriguez
- Gloria Diaz - Olivia
- Bembol Roco - Turing
- Dennis Padilla - Restituto "Resty" Francisco
- Shamaine Buencamino - Azon Francisco
- Ogie Diaz - Percy
- Malou Crisologo - Meldy